# Вальтер Файгль
Вальтер Файгль (нім. Walter Feiglh, 4 січня 1906 — 8 липня 1972) — австрійський футболіст, що грав на позиції воротаря.
Виступав за клуб «Рапід» (Відень), у складі якого чемпіон Австрії і володар кубка Австрії, фіналіст кубка Мітропи.

## Клубна кар'єра
У складі «Рапіда» дебютував у сезоні 1924-25 років. Гравцем основи став у сезоні 1926-27, того ж року став переможцем кубка Австрії. У фіналі «Рапід» переміг з орахунком 3:0 «Аустрію».
Влітку 1927 року Фейгль зіграв в усіх шести матчах новоствореного Кубка Мітропи, турніру для провідних клубів Центральної Європи. «Рапід» дістався фіналу змагань, де поступився празькій «Спарті» (2:6, 2:1). У чемпіонаті команда з Вальтером у основі здобула «срібло» 1928 року. За рік команда виграла титул чемпіона, але Фейгль уже перестав регулярно потрапляти у склад і зіграв лише 3 матчі.
Грав у складі збірної Відня. Зокрема, двічі грав проти збірної Праги: у 1926, коли віденці перемогли з рахунком 3:2, а через рік з рахунком 4:2. У тому ж 1927 році також був учасником матчу проти збірної Відня, що завершився внічию 2:2.
Помер 6 липня 1972 року на 67-му році життя.

## Статистика виступів

### Статистика клубних виступів
| Клуб              | Сезон             | Чемпіонат | Чемпіонат | Кубок | Кубок | Кубок Мітропи | Кубок Мітропи | Всього | Всього |
| Клуб              | Сезон             | Матчі     | Голи      | Матчі | Голи  | Матчі         | Голи          | Матчі  | Голи   |
| ----------------- | ----------------- | --------- | --------- | ----- | ----- | ------------- | ------------- | ------ | ------ |
| «Рапід»           |                   |           |           |       |       |               |               |        |        |
| 1924–1925         | 1                 | 0         | 0         | 0     | -     | -             | 1             | 0      |        |
| 1925–1926         | 6                 | 0         | 0         | 0     | -     | -             | 6             | 0      |        |
| 1926–1927         | 17                | 0         | 5         | 0     | -     | -             | 22            | 0      |        |
| 1927–1928         | 18                | 0         | 3         | 0     | 6     | 0             | 27            | 0      |        |
| 1928–1929         | 3                 | 0         | 0         | 0     | 0     | 0             | 3             | 0      |        |
| Всього за «Рапід» | Всього за «Рапід» | 45        | 0         | 8     | 0     | 6             | 0             | 59     | 0      |

### Статистика виступів у кубку Мітропи
| №                      | Розіграш               | Стадія                 | Дата та місце проведення | Команда 1              | Рахунок | Команда 2      | Голи |
| ---------------------- | ---------------------- | ---------------------- | ------------------------ | ---------------------- | ------- | -------------- | ---- |
| 1                      | 1927                   | 1/4                    | 14.08.1927 Відень        | Рапід (Відень)         | 8:1     | Хайдук (Спліт) |      |
| 2                      | 1927                   | 1/4                    | 21.08.1927 Спліт         | Хайдук (Спліт)         | 0:1     | Рапід (Відень) |      |
| 3                      | 1927                   | 1/2                    | 28.09.1927 Прага         | Славія (Прага)         | 2:2     | Рапід (Відень) |      |
| 4                      | 1927                   | 1/2                    | 2.10.1927 Відень         | Рапід (Відень)         | 2:1     | Славія (Прага) |      |
| 5                      | 1927                   | фінал                  | 30.10.1927 Прага         | Спарта (Прага)         | 6:2     | Рапід (Відень) |      |
| 6                      | 1927                   | фінал                  | 13.11.1927 Відень        | Рапід (Відень)         | 2:1     | Спарта (Прага) |      |
| Всього у кубку Мітропи | Всього у кубку Мітропи | Всього у кубку Мітропи | Всього у кубку Мітропи   | Всього у кубку Мітропи | 6       |                | 0    |

## Титули і досягнення
- Чемпіон Австрії (1):

«Рапід» (Відень): 1928–1929
- Срібний призер чемпіонату Австрії (1):

«Рапід» (Відень): 1927–1928
- Володар Кубка Австрії (1):

«Рапід» (Відень): 1926–1927
- Фіналіст Кубка Мітропи (1):

«Рапід» (Відень): 1927